# Oratorio di San Rocco (Tornolo, Tarsogno)
L'oratorio di San Rocco è un luogo di culto cattolico dalle forme neoclassiche situato in via San Rocco 12 a Tarsogno, frazione di Tornolo, in provincia di Parma e diocesi di Piacenza-Bobbio; è sussidiario della parrocchiale di Santo Stefano Martire di Tarsogno e fa parte del vicariato della Val Taro e Val Ceno.

## Storia
L'oratorio fu edificato nel 1634; fu dedicato a san Rocco in segno di ringraziamento per la fine della peste del 1630, che in tre anni causò la morte dei due terzi della popolazione di Tarsogno.
Nel 1867 fu costruito il portico antistante alla facciata.

## Descrizione

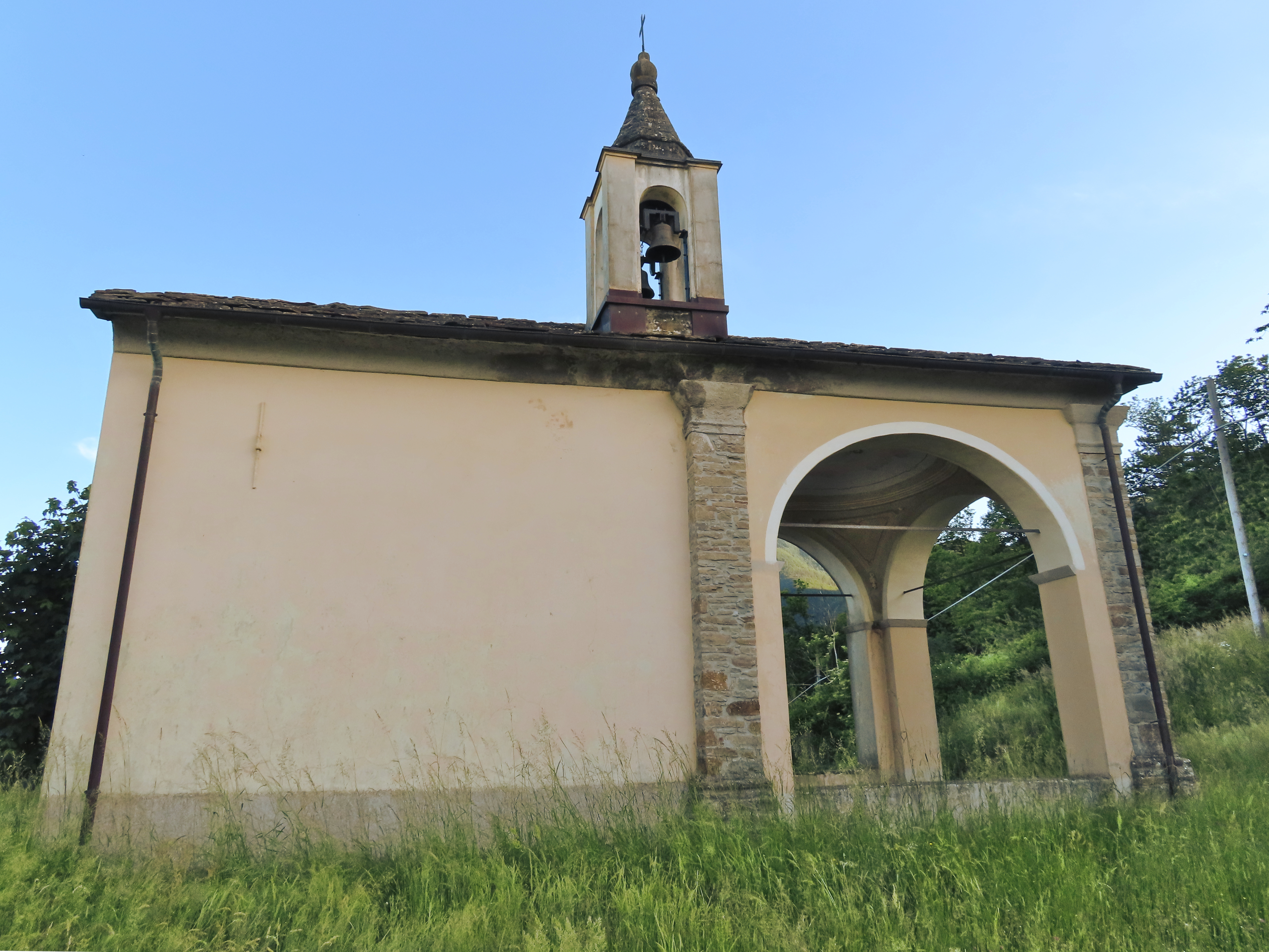
Lato nord

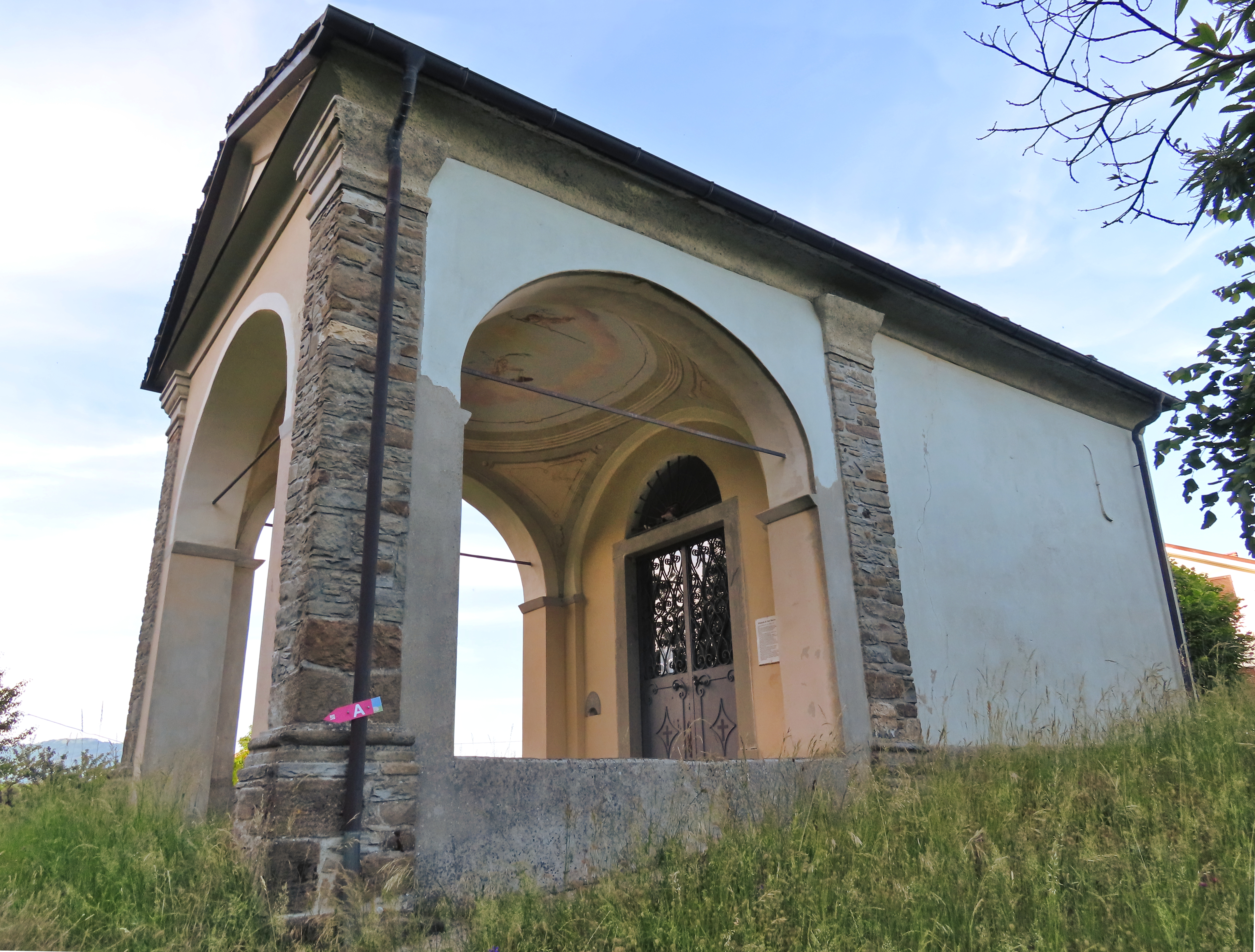
Lato sud

Il piccolo oratorio si sviluppa su una pianta a navata unica, con ingresso a ovest e presbiterio a est.
La simmetrica facciata a capanna, intonacata, è preceduta da un ampio portico a pianta quadrata; quest'ultimo, aperto su tre lati attraverso ampie arcate a tutto sesto, è sostenuto da due pilastri, arricchiti da lesene in conci di pietra coronate da capitelli dorici; in sommità si staglia il frontone triangolare di coronamento, con cornice in rilievo. Il pronao è coperto da una volta a vela decorata con un affresco; il portale centrale d'ingresso, delimitato da una cornice in pietra, è sormontato da un finestrone a lunetta.

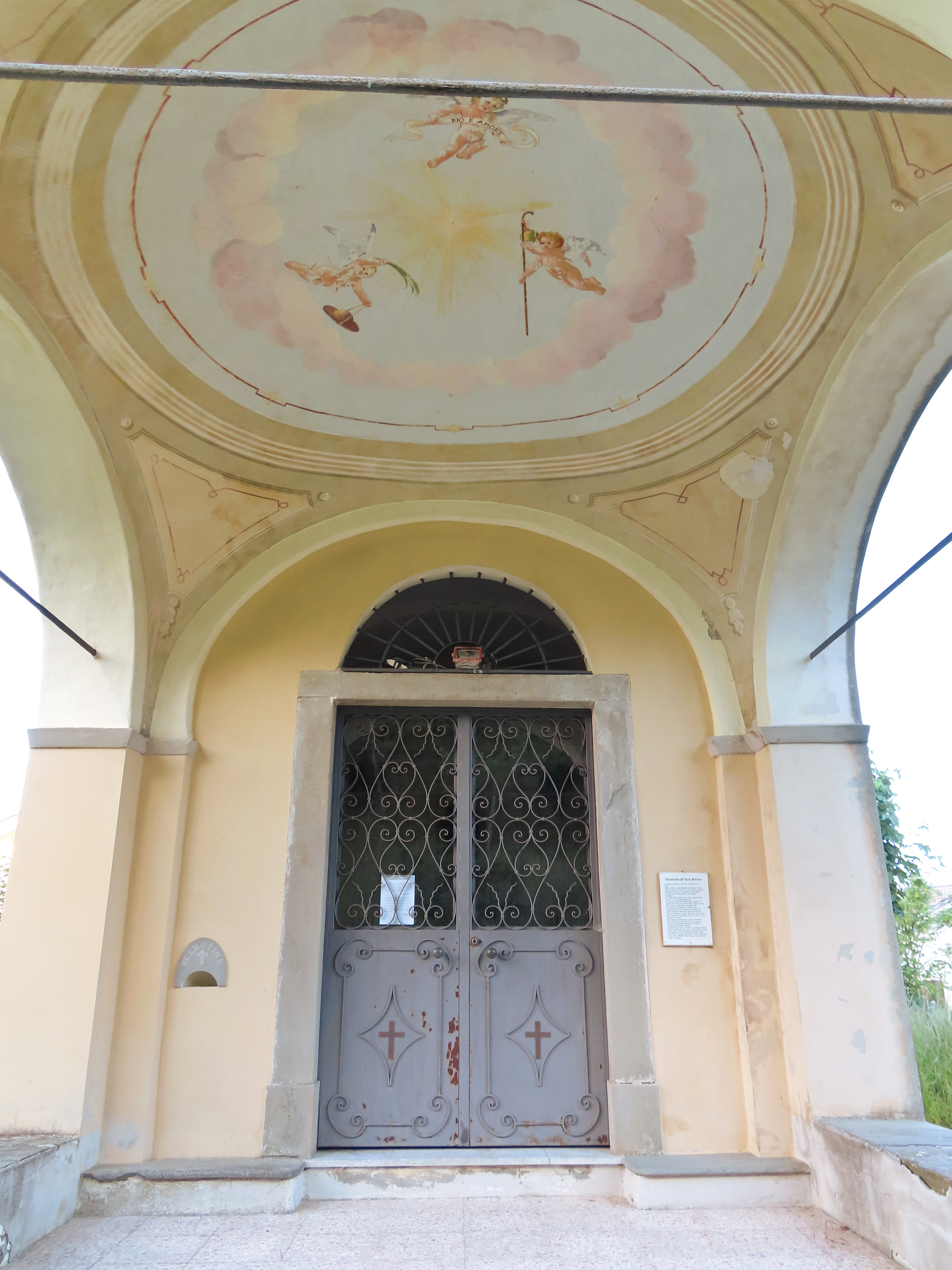
Portico

I fianchi sono scanditi in due parti da una lesena in conci di pietra; a metà del lato sinistro si erge dal tetto il piccolo campanile, arricchito da lesene sulle estremità; la cella campanaria si affaccia sulle quattro fronti attraverso monofore ad arco a tutto sesto.
All'interno la piccola navata, coperta da una volta a crociera, è ornata, in corrispondenza dei quattro spigoli, da lesene coronate da capitelli dorici, a sostegno del cornicione perimetrale.
La parete di fondo è arricchita dall'altare maggiore, sormontato dall'ancona contenente una nicchia con la statua di San Rocco; ai suoi lati si elevano due colonne doriche a sostegno del frontone spezzato di coronamento.